# 尤里·基斯爾
尤里·基斯爾（英語：Yuri Kisil，1995年9月18日—）是加拿大的一位游泳運動員，主要泳姿是自由式。他在2015年泛美運動會上獲得了兩面獎牌，並且也參加了2015年世界游泳錦標賽、2016年奧運會等賽事。